# Hnativți, Hmelnîțkîi
Hnativți (în ucraineană Гнатівці) este localitatea de reședință a comunei Hnativți din raionul Hmelnîțkîi, regiunea Hmelnîțkîi, Ucraina.

## Demografie
Componența lingvistică a localității Hnativți
     Ucraineană (98,66%)
     Alte limbi (1,34%)
Conform recensământului din 2001, majoritatea populației localității Hnativți era vorbitoare de ucraineană (98,66%), existând în minoritate și vorbitori de alte limbi.